# Gynothemis
Genre
Gynothemis est un genre d'insectes de la famille des Libellulidae appartenant au sous-ordre des anisoptères dans l'ordre des odonates. II comprend quatre espèces .

## Espèces du genreGynothemis
- Gynothemis aurea Navás, 1933
- Gynothemis pumilla (Karsch, 1890)
- Gynothemis uniseta (Geijskes, 1972)
- Gynothemis venipunctata Calvert, 1909